# Віллі Райманн
Віллі Райманн (нім. Willi Reimann, нар. 24 грудня 1949, Райне) — німецький футболіст, що грав на позиції нападника, зокрема за «Ганновер 96» та «Гамбург». По завершенні ігрової кар'єри — тренер.

## Ігрова кар'єра
У дорослому футболі дебютував 1968 року виступами за команду «Бремергафен», в якій провів два сезони. 
Своєю грою за цю команду привернув увагу представників тренерського штабу клубу «Ганновер 96», до складу якого приєднався 1970 року. Відіграв за команду з Ганновера наступні чотири сезони своєї ігрової кар'єри. Більшість часу, проведеного у складі «Ганновера», був основним гравцем атакувальної ланки команди. У складі «Ганновера» був одним з головних бомбардирів команди, маючи середню результативність на рівні 0,39 гола за гру першості.
1974 року перейшов до «Гамбурга», одного з лідерів тогочасного німецького футболу. 1976 року став володарем Кубка ФРН, а наступного року здобув Кубок володарів кубків 1976/77.  Граючи у складі «Гамбурга» також здебільшого виходив на поле в основному складі команди. З «Гамбургом» також став чемпіоном ФРН 1978/79, а залишив команду у 1981.
Завершував ігрову кар'єру в канадському «Калгарі Бумерс», за яку виступав протягом 1981 року.

## Кар'єра тренера
Розпочав тренерську кар'єру невдовзі по завершенні кар'єри гравця, 1982 року, очоливши тренерський штаб клубу «Альтона 93».
Протягом наступних двадцяти років працював з низкою німецьких клубних команд, включаючи «Гамбург», «Вольфсбург» та «Нюрнберг».
2002 року очолив друголіговий франкфуртський «Айнтрахт», який у першому ж сезоні вивів до Бундесліги. Проте сезон 2003/04 «Айнтрахт» завершив на 16-му місці першості і понизився в класі до Другої Бундесліги, після чого тренера було звільнено.
Протягом 2005–2006 років працював в ОАЕ на чолі «Аль-Шааба», після чого повернувся до Німеччин, де протягом сезону тренував  «Айнтрахт» (Брауншвейг).

## Титули і досягнення
- Володар Кубка ФРН (1):

«Гамбург»: 1975-1976
- Чемпіон ФРН (1):

«Гамбург»: 1978-1979
- Володар Кубка Кубків УЄФА (1):

«Гамбург»: 1976-1977